# Финляндия на летних Олимпийских играх 1924
На Летних Олимпийских играх 1924 года Финляндию представлял 121 спортсмен (все — мужчины), выступивших в 12 видах спорта. Они завоевали 14 золотых, 13 серебряных и 10 бронзовых медалей, что вывело финскую сборную на 2-е место в неофициальном командном зачёте.

## Медалисты
| Медаль  | Спортсмен                                                                           | Вид спорта      | Дисциплина                                   |
| ------- | ----------------------------------------------------------------------------------- | --------------- | -------------------------------------------- |
| Золото  | Вилле Ритола                                                                        | Лёгкая атлетика | Мужчины, 10 км                               |
| Золото  | Пааво Нурми                                                                         | Лёгкая атлетика | Мужчины, 5 км                                |
| Золото  | Пааво Нурми                                                                         | Лёгкая атлетика | Мужчины, 1500 м                              |
| Золото  | Вилле Ритола                                                                        | Лёгкая атлетика | Мужчины, 3000 м с препятствиями              |
| Золото  | Элиас Кац Вилле Ритола Пааво Нурми                                                  | Лёгкая атлетика | Мужчины, командная гонка на 3000 м           |
| Золото  | Пааво Нурми                                                                         | Лёгкая атлетика | Мужчины, кросс                               |
| Золото  | Пааво Нурми Вилле Ритола Хейкки Лийматайнен                                         | Лёгкая атлетика | Мужчины, командный кросс                     |
| Золото  | Йоонас Мюуря                                                                        | Лёгкая атлетика | Мужчины, метание копья                       |
| Золото  | Албин Стенроос                                                                      | Лёгкая атлетика | Мужчины, марафон                             |
| Золото  | Ээро Лехтонен                                                                       | Лёгкая атлетика | Мужчины, пятиборье                           |
| Золото  | Кустаа Пихлаямяки                                                                   | Борьба          | Мужчины, вольная борьба, до 56 кг            |
| Золото  | Каарло Антилла                                                                      | Борьба          | Мужчины, греко-римская борьба, до 62 кг      |
| Золото  | Оскар Фриман                                                                        | Борьба          | Мужчины, греко-римская борьба, до 67,5 кг    |
| Золото  | Эдвард Вестерлунд                                                                   | Борьба          | Мужчины, греко-римская борьба, до 75 кг      |
| Серебро | Элиас Кац                                                                           | Лёгкая атлетика | Мужчины, 3000 м с препятствиями              |
| Серебро | Эрик Вилен                                                                          | Лёгкая атлетика | Мужчины, 400 м с барьерами                   |
| Серебро | Вилле Ритола                                                                        | Лёгкая атлетика | Мужчины, 5 км с препятствиями                |
| Серебро | Вилле Ритола                                                                        | Лёгкая атлетика | Мужчины, кросс                               |
| Серебро | Вильхо Нийттюмаа                                                                    | Лёгкая атлетика | Мужчины, метание диска                       |
| Серебро | Конрад Хубер                                                                        | Стрельба        | Мужчины, трап                                |
| Серебро | Каарло Мякинен                                                                      | Борьба          | Мужчины, вольная борьба, до 56 кг            |
| Серебро | Волмар Викстрём                                                                     | Борьба          | Мужчины, вольная борьба, до 66 кг            |
| Серебро | Эйно Лейно                                                                          | Борьба          | Мужчины, вольная борьба, до 72 кг            |
| Серебро | Ансельм Альфорс                                                                     | Борьба          | Мужчины, греко-римская борьба, до 58 кг      |
| Серебро | Алексантери Тойвола                                                                 | Борьба          | Мужчины, греко-римская борьба, до 62 кг      |
| Серебро | Артур Линдфорс                                                                      | Борьба          | Мужчины, греко-римская борьба, до 75 кг      |
| Серебро | Эдиль Розенквист                                                                    | Борьба          | Мужчины, греко-римская борьба, свыше 82,5 кг |
| Бронза  | Ээро Берг                                                                           | Лёгкая атлетика | Мужчины, 10 км                               |
| Бронза  | Вильхо Туулос                                                                       | Лёгкая атлетика | Мужчины, тройной прыжок                      |
| Бронза  | Ганс Диттмар                                                                        | Парусный спорт  | Мужчины, «Французский национальный монотип»  |
| Бронза  | Леннарт Ханнелиус                                                                   | Стрельба        | Мужчины, скорострельный пистолет, 25 м       |
| Бронза  | Вернер Экман Конрад Хубер Роберт Хубер Тойво Тикканен Георг Нордблад Карл Вергелиус | Стрельба        | Мужчины, трап (команды)                      |
| Бронза  | Арво Хаависто                                                                       | Борьба          | Мужчины, вольная борьба, до 66 кг            |
| Бронза  | Вильхо Пеккала                                                                      | Борьба          | Мужчины, вольная борьба, до 79 кг            |
| Бронза  | Вяйнё Иконен                                                                        | Борьба          | Мужчины, греко-римская борьба, до 58 кг      |
| Бронза  | Карл Вестерлунд                                                                     | Борьба          | Мужчины, греко-римская борьба, до 67,5 кг    |
| Бронза  | Онни Пеллинен                                                                       | Борьба          | Мужчины, греко-римская борьба, до 82,5 кг    |